# Christian von Großschedel
Christian Freiherr von Großschedel, manchmal auch Großschedl (* 26. Juni 1786 in Mannheim; † 22. März 1856 in Bayreuth) war ein bayerischer Generalmajor.

## Biografie
Die Freiherren von Großschedel gehen auf den Regensburger Patrizier Franz von Großschedel zurück, der seinen Reichsadel 1566 bestätigt bekam.
Christian von Großschedel war der Sohn des Marquard von Großschedel (1754–1828) und dessen Gattin Barbara Loeberger (1769–1824) aus Steinsberg. Der Vater ließ sich mit Datum vom 15. Februar 1813 in die Bayerische Freiherrenklasse immatrikulieren, mit dem Namenstitel Großschedel zu Berghausen und Aigelsbach. Er war Förster in Pfalz-Neuburg und wechselte später in die Kurpfalz bzw. ins Herzogtum Pfalz-Zweibrücken, wo er zwischen 1787 und 1795 als Oberförster im Bezirk Schaumberg amtierte.
Christian von Großschedel trat in die kurpfalz-bayerische Armee ein und wurde Offizier. Von 1843 bis 1845 war er Kommandeur des 1. Bayerischen Jäger-Bataillons, dann übernahm er bis 1849 als Chef das 13. Bayerische Infanterie-Regiment. In diesem Jahr avancierte er zum Generalmajor und erhielt das Kommando über die 5. Bayerische Infanterie-Brigade. Mit dieser rückte er 1849 in den Rheinkreis ein, zur Niederschlagung des  Pfälzer Aufstandes. 1854 war er Befehlshaber der 3. Bayerischen Infanterie-Division und bekam das Ritterkreuz des Verdienstordens der Bayerischen Krone verliehen; am 19. Januar 1855 ging er Pension.
Großschedel starb 1856 in Bamberg. Neben dem bayerischen Kronenorden trug er das bayerische Ludwigskreuz und das Komturkreuz 2. Klasse des  Sachsen-Ernestinischen-Hausordens.

## Familie
Christian von Großschedel war seit 1815 verheiratet mit Bernhardine von Brand. Sie hatten die zwei Söhne Ludwig (* 1817) und Karl (* 1827); beide ebenfalls bayerische Offiziere.
Seine Schwester Elisabeth von Großschedel (1787–1833), geboren in Tholey, bekleidete das Amt einer Hofdame der Kurfürstenwitwe Maria Leopoldine.
Seine Brüder Andreas (* 1794) und Joseph von Großschedel (* 1800) hatten die beiden Schwestern Henriette und Auguste von Weling geheiratet. Diese waren ihrerseits Kinder der geadelten jüdischen Konvertiten Eduard von Weling (zuvor Eduard Seligmann) und Rebeka Caroline von Eichthal (1788–1836), Tochter des bayerischen Hoffaktors Aron Elias von Eichthal (zuvor Aron Elias Seligmann).